# Mettauertal
Mettauertal is een plaats en gemeente in het Zwitserse kanton Aargau, en maakt deel uit van het district Laufenburg.
Mettauertal telt 1.912 inwoners.

## Geschiedenis
Mettauertal is op 1 januari 2010 ontstaan door de fusie van de toenmalige zelfstandige gemeenten Etzgen, Hottwil, Mettau, Oberhofen en Wil
Böztal · Eiken · Frick · Gansingen · Gipf-Oberfrick · Herznach-Ueken · Kaisten · Laufenburg · Mettauertal · Münchwilen · Oberhof · Oeschgen · Schwaderloch · Sisseln · Wittnau · Wölflinswil · Zeihen
- Historisch woordenboek van Zwitserland: 049533
- Virtual International Authority File: 148498716
- WorldCat: E39PBJbtmyr7PJKVYBmCWK6qcP